# Jacopo Plazzi
Jacopo Plazzi Marzotto (28 de enero de 1991) es un deportista italiano que compite en vela en la clase 49er. Ganó una medalla de bronce en el Campeonato Europeo de 49er de 2017.

## Palmarés internacional
| \| Campeonato Europeo \| Campeonato Europeo \| Campeonato Europeo \| Campeonato Europeo \| \| Año \| Lugar \| Medalla \| Clase \| \| ------------------ \| ------------------ \| ------------------ \| ------------------ \| \| 2017 \| Kiel (Alemania) \| Medalla de bronce \| 49er \| |                 |                   |       |
| Campeonato Europeo |                 |                   |       |
| Año | Lugar           | Medalla           | Clase |
| 2017 | Kiel (Alemania) | Medalla de bronce | 49er  |